# Ангерья (река)
Ангерья (эст. Angerja oja) — река на северо-западе Эстонии, берущая начало в озере Ярлепа, находящемся в Рапласком уезде, и впадающая в реку Пирита.
Река Ангерья была притоком реки Вяэна, но в декабре 1967 года её провели по каналу Ангерья−Пирита в реку Пирита. Ангерья впадает в реку Пирита в 3,5 км от деревни Вайда.
По данным на 1993 год, в верхнем течении реки было мало видов рыб. В нижнем течении было много кумжи, водились также гольян, усатый голец и подкаменщик, в небольшом количестве — окунь.